# Stalagtia argus
Stalagtia argus är en spindelart som beskrevs av Brignoli 1976. Stalagtia argus ingår i släktet Stalagtia och familjen ringögonspindlar.
Artens utbredningsområde är Grekland. Inga underarter finns listade i Catalogue of Life.